# Inge Paulussen
Inge Paulussen (née le 1er janvier 1976) est une actrice belge flamande.

## Biographie
Inge Paulussen est issue de l'école dramatique du Studio Herman Teirlinck à Anvers.
Après ses études, elle se fait un nom dans le théâtre, dans la compagnique de Het Toneelhuis ion. 
Pour le grand public, elle est surtout connue pour ses rôles dans les séries télévisées.

## Filmographie

### Télévision
- 1997 : De Kotmadam - Marleen/Kathleen
- 1997 : Heterdaad - Lucie
- 1998 : Deman - Barbara Wouters
- 1998 : S. - Marie
- 1999 : Wittekerke - Lin Claes
- 2001-2002 : Stille Waters
- 2002 : Le bal des pantins - Loulou
- 2002-2003 : Spoed (série médicale) - Docteur Kris Jamaer
- 2006-2010 : Witse : Samantha Deconinck
- 2009 : Code 37
- 2011  : Urgence disparitions
- 2012 : Clan : Goedele « Goele » Goethals
- 2013 : Zuidflank : Kim Vaessen
- 2014 : Cordon : Denise, l mère d'Ineke
- 2015-2016 : Urgence disparitions : Anouk Storme
- 2016 : Cordon - Denise
- 2017 : Beau Séjour : Kristel
- 2020 : Bandits des Bois : Magda de Wispelaere
- 2020-2022 : Hoodie - Dorien Docx
- 2022 Two Summers - Sofie Geboers

### Cinéma
- 2018 : Ne tirez pas (Niet schieten) de Stijn Coninx

## Distinctions
- Festival international du film d'Aubagne 2000 : meilleure actrice dans Le Bal des pantins